# Паратенічний хазяїн

Життєвий цикл нематод роду Anisakis

В паразитології термін паратенічний хазяїн (господар) описує проміжних хазяїв, які не є обов'язковими для розвитку паразита, але відіграють значну роль в реалізації його життєвого циклу. Alaria americana може слугувати прикладом: метацеркарії цього паразиту локалізуються в пуголовках, які рідко споживаються кінцевим хазяїном цього паразита — псові. Псові частіше вживають в їжу змій, які можуть заражатись метацеркаріями, але в них вони не розвиваються. Таким чином, паразити акумулюються в зміях, які слугують паратенічним хазяїном для паразита, що дає можливість заражати кінцевих хазяїв — псячих